# جیمز دایم
جیمز دایم (انگلیسی: James Dime; ۱۹ دسامبر ۱۸۹۷ – ۱۱ مهٔ ۱۹۸۱) ملقب به «شیخ خیابان اسپرینگ»، بوکسور حرفه ای و هنرپیشه یوگسلاوی-آمریکایی بود.

## قسمتی از فیلمشناسی
- تلاش واپسین (۱۹۵۸)
- چنان بزرگ (۱۹۵۳)
- چهارراه هفتم (۱۹۴۴)
- ایستادگی و رهایی (۱۹۲۸)
- شاهنشاه (۱۹۲۷)